# 日米安全保障協議委員会
日米安全保障協議委員会（にちべいあんぜんほしょうきょうぎいいんかい、英：Japan-United States Security Consultative Committee, SCC）は、日本とアメリカ合衆国の安全保障政策をめぐる閣僚級協議の枠組み。1960年（昭和35年）に日米安保協議委員会として設置され、1990年（平成2年）に改組された。現在のメンバーは、日本の外務大臣と防衛大臣、米国の国務長官と国防長官の計4名。日本側から2名、米国側から2名が参加することから、通称2プラス2（ツー・プラス・ツー）と呼ばれる。

## 概説
条約署名時に両国が交わした往復書簡に基づき、現行の日米安全保障条約（新安保条約）が署名された1960年に「日米安全保障委員会」に代わって日米安保協議委員会が設置され、同年9月に初の会合が開かれた。日米安保条約の第4条を根拠として設置され、日米安保協議委員会は日米安保条約に基づく事前協議の場として重要な役割を果たした。当初の米国側のメンバーは、外交担当として駐日米国大使、防衛担当として太平洋軍司令官が参加していたが、安保条約改定30周年となる1990年に、当時の国務長官ジェイムズ・ベイカーの提案により米国側参加メンバーが閣僚級に格上げされ、日米安全保障協議委員会に改組された。日米安全保障協議委員会は、開催時期は不定期だが、安全保障上の重要な節目に開かれ、これまでに日米防衛協力指針（ガイドライン）の見直しや、沖縄米軍基地の整理・縮小に関する日米特別行動委員会 (SACO) の合意などが行われた。

## 沿革
- 1996年12月 - SACO（沖縄に関する特別行動委員会）の最終報告発表
開催地 - 東京
- 1997年9月 - ガイドライン（日米防衛協力のための指針）改定の発表
開催地 - ニューヨーク
- 1998年9月 - 弾道ミサイル防衛の技術研究で合意
開催地 - ニューヨーク
- 2000年9月 - 思いやり予算削減の特別協定に署名
開催地 - ニューヨーク
- 2002年12月 - 北朝鮮核問題に関しその放棄を要求
開催地 - ワシントンD.C.
- 2005年2月 - 共通戦略目標で合意
開催地 - ワシントンD.C.
- 2005年10月 - 「日米同盟：未来のための変革と再編」で合意
開催地 - ワシントンD.C.
- 2006年5月 -  再編実施のための日米のロードマップ[5]を承認
開催地 - ワシントンD.C
- 2007年5月 - GSOMIA（ジーソミア、軍事情報包括保護協定）締結で合意
開催地 - ワシントンD.C.
- 2010年5月 - 
開催地 -
- 2011年6月 - 
開催地 - ワシントンD.C.
- 2012年4月 - 
開催地 -
- 2013年10月 - 
開催地 - 東京
- 2014年5月 - 
開催地 - ロンドン
- 2015年4月 - 
開催地 - ニューヨーク
- 2017年8月 - 
開催地 - ワシントンD.C.
- 2019年4月 - 
開催地 - ワシントンD.C.
- 2021年3月 - 海警法施行など地域における混乱を招く動きについて、中華人民共和国に対する「深刻な懸念」を表明。尖閣諸島に関して、日米安全保障条約第５条が適用されることを改めて確認[6][7]。 
開催地 - 東京
- 2022年1月 - 
開催地 - テレビ会議形式
- 2023年1月 - 
開催地 - ワシントンD.C.